# 前草屿
前草屿，是中华人民共和国浙江省玉环市鸡山乡管辖的一个岛屿。

## 沿革
1932年至1934年期间，应保寿率领中国工农红军第十三军残部在洋屿、前草屿、后草屿等地与国军交战。1987年3月17日，鸡山乡划出洋屿村另建新洋乡。1992年5月，撤销新洋乡（辖洋屿、前草屿、后草屿等）再次并入鸡山乡。